# Eucomis regia
Eucomis regia là một loài thực vật có hoa trong họ Măng tây. Loài này được (L.) Aiton mô tả khoa học đầu tiên năm 1789.